# Orangefarbener Wiesen-Ellerling
Der Orangefarbene Wiesen-Ellerling oder Orange-Ellerling (Cuphophyllus pratensis, Syn. Camarophyllus pratensis, Camarophyllus ficoides im Sinne von Bulliard und Hygrocybe pratensis) ist ein Pilz aus der Familie der Schnecklingsverwandten.

## Merkmale

### Makroskopische Merkmale
Der konvexe oder gebuckelte Hut misst etwa 2–7 cm im Durchmesser und hat eine orange, lachsartige oder bräunlich-cremige Farbe. Mit zunehmendem Alter blasst er aus und ist dann weit aufgeschlagen. Der Hut ist meist ungerieft oder nur wenig durchscheinend gerieft. Die Huthaut ist trocken. Die kahle Oberfläche zeigt selten einen seidigen Glanz. Die dicken, entfernt stehenden und ein wenig am Stiel herablaufenden Lamellen besitzen dieselbe Farbe wie der Hut. Das Sporenpulver ist weiß und zeigt keine Jod-Farbreaktion. Der basal zugespitzte, weißliche Stiel kann mit der Hutfarbe übertönt sein, ist aber immer heller als der Hut gefärbt. Die Oberfläche ist glatt und kahl. Das zarte, blass orange Fleisch riecht und schmeckt unauffällig. 

### Mikroskopische Merkmale
Die ovalen, glatten Sporen messen 5–8 µm × 3–5 µm und besitzen keinen Keimporus.

## Artabgrenzung
Der Orangefarbene Wiesen-Ellerling sieht dem Wald- oder Hain-Schneckling (Hygrophorus nemoreus) zum Verwechseln ähnlich. Die Art hat einen feinen Mehlgeruch, kompaktere Fruchtkörper und eine identische Stiel- und Hutfarbe. Ebenfalls sehr ähnlich kann der Aprikosenblättrige Schneckling (Hygrophorus melizeus) sein, der aber im Nadelwald vorkommt.

## Ökologie
Bevorzugter Lebensraum des Orangefarbenen Wiesen-Ellerlings sind Magerwiesen und -weiden im Bergland, aber auch Waldlichtungen. Die Fruchtkörper erscheinen in kleinen Gruppen oder einzeln verstreut von September bis November. Die Art ist ein Saprobiont, ihr Myzel zersetzt organisches Material.

## Verbreitung
In Nordamerika ist der Orangefarbene Wiesen-Ellerling weit verbreitet, in Mitteleuropa ist er in den entsprechenden Lebensräumen häufig.

## Bedeutung
Der Orangefarbene Wiesen-Ellerling ist gekocht essbar, darf aber nicht roh gegessen werden. In Deutschland ist er, wie alle Arten der Gattung, nach der Bundesartenschutzverordnung geschützt und darf nicht gesammelt werden.